# Boboye (departament)
Boboye – departament w południowo-zachodnim Nigrze, w regionie Dosso. Zajmuje powierzchnię 4 794 km². W 2011 roku zamieszkiwany był przez 372 904 mieszkańców. Siedzibą administracyjną jest miasto Birni N’Gaouré.

## Położenie
Departament graniczy z:
- regionem Tillabéri na północy i zachodzie,
- departamentem Loga na wschodzie,
- Beninem na południu.

## Podział administracyjny
Departament tworzy 10 gmin (communes): gmina miejska Birni N’Gaouré i 9 gmin wiejskich.
| Gmina          | Liczba mieszk. |
| -------------- | -------------- |
| Birni N’Gaouré | 54 622         |
| Fabidji        | 42 123         |
| Fakara         | 16 281         |
| Falmey         | 78 186         |
| Guillagué      | 28 922         |
| Harika-Nassou  | 27 571         |
| Kankandi       | 15 606         |
| Kiota          | 26 917         |
| Koygolo        | 54 398         |
| N’Gonga        | 28 278         |

## Demografia
Od 2001 roku następowały następujące zmiany liczby ludności departamentu Boboye:
| Rok             | 2001    | 2010    | 2011    |
| Liczba ludności | 270 188 | 361 842 | 372 904 |

W 2011 roku mieszkańcy departamentu stanowili 17,9% ogólnej liczby mieszkańców regionu i 2,4% populacji kraju. W strukturze płci mężczyźni stanowili 49% (182 570), kobiety 51% (190 334).